# میلکندورف
میلکندورف (به آلمانی: Mielkendorf) یک شهر در آلمان است که در رندسبورگ-اکرنفورده واقع شده‌است.
 میلکندورف  ۱٬۳۸۲ نفر جمعیت دارد.